# Wellington Fajardo
Wellington Tavares Fajardo, mais conhecido como Wellington ou Wellington Fajardo (Leopoldina, 11 de junho de 1961) é um treinador e ex-futebolista brasileiro que atuava como goleiro. Atualmente comanda o Leão da Vila Municipal.

## Carreira como jogador
Graduado pela Universidade Salgado de Oliveira, no curso de Educação Física, iniciou sua carreira no América Mineiro, onde atuou entre fevereiro de 1978 e julho de 1986. Profissionalmente, fez 158 partidas pelo Coelho, sendo o sétimo goleiro que mais jogou na história do América, sendo considerado o melhor goleiro de Minas Gerais em 1985, recebendo o Troféu Guará (prêmio concedido aos melhores da posição).
Entre julho de 1986 e setembro de 1989, defendeu o Cruzeiro em 80 partidas oficiais, sendo o 18º goleiro entre os 90 que mais vestiram a camisa azul celeste. Passou também por Vila Nova, São José, América de Rio Preto e Patrocinense, onde se aposentou em 1993.

## Carreira como treinador
Como treinador de futebol, Wellington Fajardo, nas quatro passagens pelo Tupi, comandou a equipe em 57 partidas no total, sendo reconhecido por marcas históricas. Em 2001, foi campeão do Campeonato Mineiro do Módulo II. Em 2008, foi campeão da Taça Minas Gerais, classificando o Tupi para a Copa do Brasil 2009. Ele ainda treinou Francana e Sobradinho entre 2001 e 2003, além de ter comandado o Democrata de Governador Valadares por 3 anos (2004 a 2006).
Comandou o Uberlândia em 56 partidas, classificando a equipe para a primeira edição do Campeonato Brasileiro da Série D, em 2009. Nas 3 passagens pelo clube, Wellington Fajardo ficou invicto no Parque do Sabiá por 21 jogos, sendo 17 vitórias e quatro empates.
No Villa Nova-MG, onde também teve 3 passagens, comandou a equipe num total de 28 partidas, sendo que em 2015 classificou a equipe para o Campeonato Brasileiro da Série D.
Em 2018, comandou o Patrocinense no Campeonato Mineiro, classificando a equipe para as quartas de finais do Estadual, além do Campeonato Brasileiro da Série D de 2019, mesmo ano em que conquistou o Campeonato Amazonense pelo Manaus, onde chegou em fevereiro, realizando uma campanha de 13 partidas de invencibilidade. Posteriormente, conquistou o vice-campeonato Brasileiro da Série D e, consequentemente, o acesso à Série C, em 2020. Pelo Manaus, foram 32 jogos, com 20 vitórias, oito empates e apenas quatro derrotas, atingindo um aproveitamento de aproximadamente 71%. Ainda pelo clube amazonense, o treinador estreou com uma derrota e, na sequência, conseguiu uma invencibilidade de 21 partidas.
Em 24 de outubro de 2020, acertou contrato com a URT e comandou o time no Campeonato Mineiro do ano seguinte. 
Em julho de 2021, Fajardo é anunciado como treinador do Treze, substituindo Tuca Guimarães, comandando a equipe na Série D do Campeonato Brasileiro.
Voltou a comandar a URT em 2022, deixando o cargo após 3 derrotas seguidas pelo Campeonato Mineiro. Em outubro do mesmo ano, assumiu o comando técnico do Nacional-AM.

## Títulos

### Como jogador
Cruzeiro
- Campeonato Mineiro: 1987
- Supercopa Libertadores: 1988 (Vice-campeão)

### Como treinador
Tupi
- Campeonato Mineiro Módulo II: 2001
- Taça Minas Gerais: 2008

Manaus
- Campeonato Brasileiro - Série D: 2019 (Vice-campeão)
- Campeonato Amazonense: 2019